# Giro dell'Emilia 1988
Il Giro dell'Emilia 1988, settantunesima edizione della corsa, si svolse il 1º ottobre 1988 su un percorso di 222,5 km. La vittoria fu appannaggio dello svizzero Tony Rominger, che completò il percorso in 5h49'00", precedendo l'italiano Maurizio Fondriest e il danese Rolf Sørensen.

## Ordine d'arrivo (Top 10)
| Pos. | Corridore                | Squadra              | Tempo    |
| ---- | ------------------------ | -------------------- | -------- |
| 1    | Tony Rominger            | Château d'Ax-Salotti | 5h49'00" |
| 2    | Maurizio Fondriest       | Alfa Lum             | a 1'05"  |
| 3    | Rolf Sørensen            | Ariostea-Gres        | s.t.     |
| 4    | Gianbattista Baronchelli | Pepsi Cola-Fanini    | s.t.     |
| 5    | Silvano Contini          | Malvor-Bottecchia    | s.t.     |
| 6    | Claudio Corti            | Château d'Ax-Salotti | s.t.     |
| 7    | Davide Cassani           | Gewiss-Bianchi       | s.t.     |
| 8    | Deno Davie               | Carrera Jeans        | s.t.     |
| 9    | Paolo Cimini             | Fanini-Seven Up      | s.t.     |
| 10   | Mauro Gianetti           | Weinmann-La Suisse   | s.t.     |